# Koenigsegg CC8S

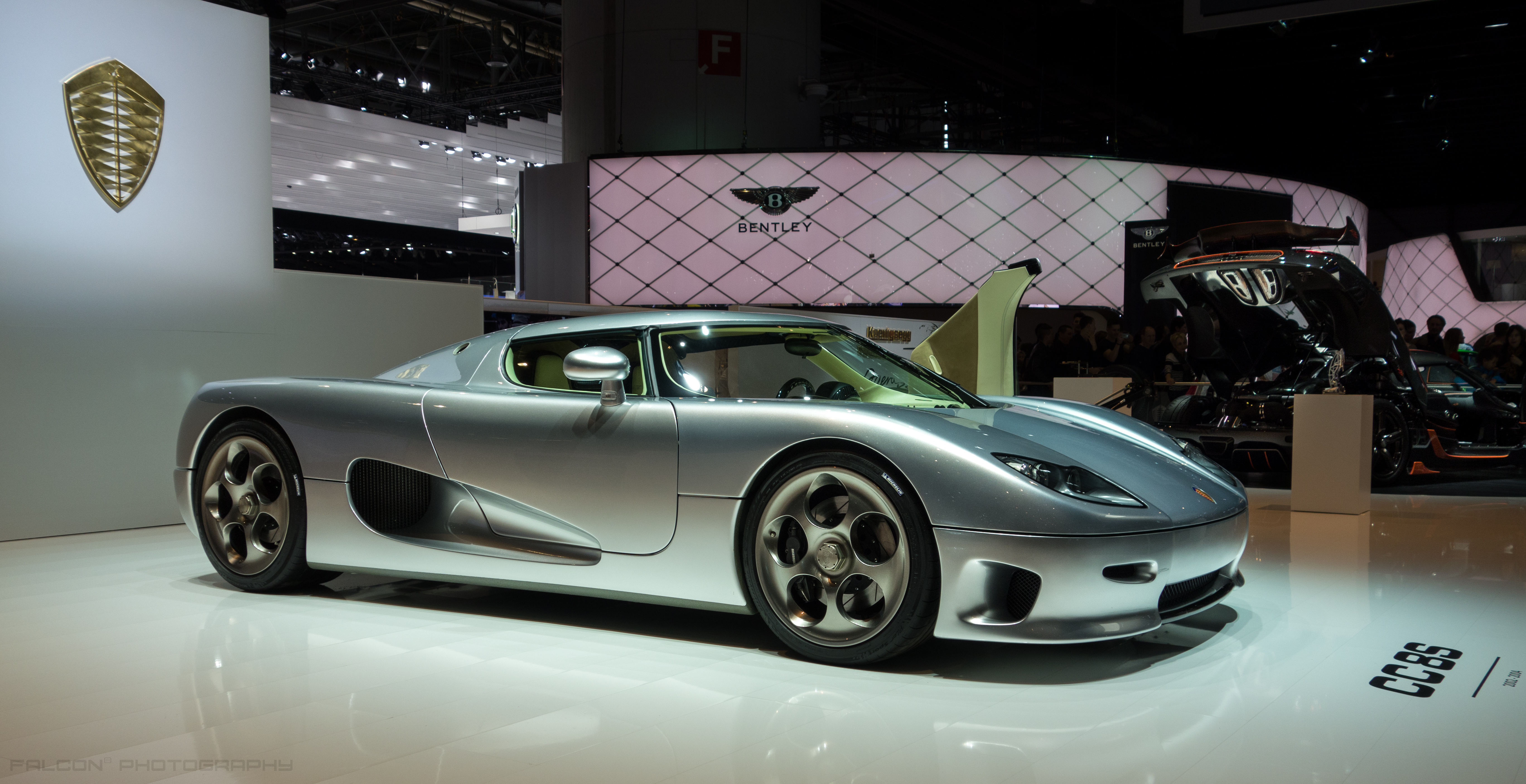
Koenigsegg CC8S

De Koenigsegg CC8S is een hypercar van het Zweedse automerk Koenigsegg. De CC8S is de eerste productieauto die Koenigsegg ooit heeft gebouwd, naast het concept de Koenigsegg CC. Na acht jaar van ontwikkeling maakte de CC8S zijn debuut op de Autosalon van Parijs in 2002. Tussen 2002 en 2003 zijn slechts zes exemplaren van de CC8S gemaakt. 

## Onderscheidingen
De Koenigsegg CC8S heeft vele prijzen gewonnen, onder meer het Guinness World Record voor 's werelds krachtigste motor. De Britse autojournalist Jeremy Clarkson noemde in 2004 de CC8S zijn favoriete supercar.